# ビジネス社
株式会社ビジネス社（びじねすしゃ、英語表記：business-sha,Inc.）は、日本の出版社。東京都新宿区に本社を置く。ビジネス書や経済書、自己啓発書、精神世界、スピリチュアル関連の書籍などを幅広く手がけている。2007年からは船井幸雄を創刊主幹とする精神世界・スピリチュアル系の月刊誌『ザ・フナイ : マス・メディアには載らない本当の情報』を毎月発行しており、保守系・右派系の著者による出版も多い。

## 歴史
1968年、河出書房新社からビジネス部門が分離独立、ダイヤモンド・タイム社副社長だった桑名一央を社長に、河出ビジネス社として設立された。その後、社名から「河出」の文字が消えてビジネス社となった。
河出書房新社で出版していた経営コンサルタントの渥美俊一の「講座ビッグストアへの道」シリーズを続けて刊行する等していたが、まだ若手コンサルタントだった船井幸雄（のち船井総合研究所を創設）の著作を出すようになり、渥美によると、渥美と船井どちらを取るのかということになり、同社は船井に軸足を移した。桑名一央に替わり社長となった番場征の元で、同社が出版した船井の数々の著作がベストセラーとなった。退任後、桑名は自己啓発書等の著作家・翻訳家となった。
設立当初から1990年代後半までは、企業経営、特に流通業界関連の実務書が大半を占める出版傾向だった。2000年前後から一般書を中心に、ビジネス書、精神世界・スピリチュアル系など幅広いジャンルを手掛ける出版傾向へと転換した。船井総合研究所が1991年に、同社の全株式を取得し連結子会社とした。1995年から、船井幸雄編集または著作の「New Paradigm Books THE FUNAI」シリーズを出版。2007年から船井幸雄の精神世界・スピリチュアル系の月刊誌「ザ・フナイ : マス・メディアには載らない本当の情報」を毎月出版している。
出版業界の競争激化に伴い、船井総合研究所は2011年に、売上高3億9500万円、営業利益△2200万円、純資産△1億1200万円であった同社を、同社の唐津隆取締役に2万4000円で譲渡することを決議した。

## 事業概要
ビジネス、自己啓発、キャリア、経済・経営、国際情勢、スピリチュアルなど、幅広いジャンルの書籍を発行。その他、映画・映像情報誌『FLIX』、イケメン・エンタテインメント雑誌『FLIX JAPAN』などの雑誌を発行。